# Chris Copeland
Christopher Stephen « Chris » Copeland, né le 17 mars 1984, à Orange, dans le New Jersey, est un joueur américain de basket-ball. Il évolue au poste d'ailier.

## Biographie

### Carrière universitaire
Entre 2002 et 2006, il joue pour les Buffaloes du Colorado.

### Carrière professionnelle

#### Flyers de Fort Worth (2007)
Le 28 juin 2006, automatiquement éligible à la draft 2006 de la NBA, il n'est pas sélectionné.
Le 29 mars 2007, il intègre l'équipe des Flyers de Fort Worth en D-League. Il joue vingt matches avec les Flyers jusqu'à la fin de la saison 2006-2007.

#### CB L'Hospitalet (sept. - oct. 2007)
Le 20 septembre 2007, Copeland signe en Espagne avec le CB L'Hospitalet pour la saison 2007-2008, mais quitte ce club dès le mois suivant.

#### Matrixx Magixx Nijmegen (2007-2008)
En octobre 2007, il signe aux Pays-Bas avec le Matrixx Magixx Nijmegen pour le reste de la saison 2007-2008.

#### TBB Trier (2008-2010)
Durant l'été 2008, Copeland signe en Allemagne avec le TBB Trier pour la saison 2008-2009.
En juin 2009, il re-signe avec Trier pour la saison 2009-2010. Il joue 67 matches durant les deux saisons et a des moyennes de 13,2 points en 2008-2009 et 16,9 points en 2009-2010.

#### Okapi Aalstar (2010-2012)
En juillet 2010, Copeland signe en Belgique avec l'Okapi Aalstar pour la saison 2010-2011.
En avril 2011, il signe une extension de contrat de deux ans avec le club belge.
Toutefois, il quitte Aalstar à la fin de la saison 2011-2012 après avoir remporté le titre de MVP du championnat belge.

#### Knicks de New York (2012-2013)
Le 11 juillet 2012, à l'âge de 28 ans, il signe un contrat avec les Knicks de New York. Pour sa première saison outre-Atlantique, il montre de très belles choses et intègre même le 5 majeur pendant certains matchs. Copeland apporte une alternative intéressante en attaque pour suppléer la star Carmelo Anthony. Doté d'une bonne adresse aux tirs à mi-distance ainsi qu'à 3 points, il se montre en revanche moins convaincant défensivement.
Il est nommé rookie du mois d'avril 2013 de la conférence Est, et termine sixième dans les votes pour le meilleur rookie de l'année, à égalité avec Harrison Barnes (avec huit points)

#### Pacers de l'Indiana (2013-2015)
Après avoir effectué une saison avec les Knicks, il signe un contrat avec les Pacers d'Indiana le 10 juillet 2013 pour la saison 2013-2014. Il gagne 3 millions de dollars par année. Jusque-là, il joue très peu et n'est que rarement utilisé par l'entraîneur d'Indianapolis, Frank Vogel.

#### Bucks de Milwaukee (2015-2016)
Le 23 juillet 2015, il signe avec les Bucks de Milwaukee pour un an et 1,1 million de dollars.

#### Tofas SC (2016-2017)
Le 2 décembre 2016, il signe un contrat en Turquie avec le Tofas SC.

#### MoraBanc Andorra (2017-2018)
Le 3 novembre 2017, il signe un contrat en Espagne avec le MoraBanc Andorra.

## Statistiques

### Universitaires
Les statistiques de Chris Copeland en matchs universitaires sont les suivantes :
| Saison    | Équipe   | Matchs | Titul. | Min./m | % Tir | % 3pts | % LF | Rbds/m. | Pass/m. | Int/m. | Ctr/m. | Pts/m. |
| --------- | -------- | ------ | ------ | ------ | ----- | ------ | ---- | ------- | ------- | ------ | ------ | ------ |
| 2002-2003 | Colorado | 26     | 0      | 7,7    | 37,7  | 25,0   | 57,7 | 1,62    | 0,31    | 0,08   | 0,27   | 2,54   |
| 2003-2004 | Colorado | 28     | 0      | 9,1    | 37,9  | 39,3   | 59,4 | 2,50    | 0,50    | 0,25   | 0,46   | 2,86   |
| 2004-2005 | Colorado | 29     | 15     | 25,2   | 44,8  | 37,5   | 81,4 | 5,55    | 1,48    | 0,38   | 1,21   | 11,72  |
| 2005-2006 | Colorado | 30     | 28     | 24,3   | 44,0  | 35,7   | 68,8 | 6,60    | 1,57    | 0,77   | 1,07   | 12,07  |
| Total     | Total    | 113    | 43     | 16,9   | 43,1  | 36,1   | 70,1 | 4,17    | 0,99    | 0,38   | 0,77   | 7,50   |

### Professionnelles

#### Saison régulière NBA
| Saison    | Équipe    | Matchs | Titul. | Min./m | % Tir | % 3pts | % LF | Rbds/m. | Pass/m. | Int/m. | Ctr/m. | Pts/m. |
| --------- | --------- | ------ | ------ | ------ | ----- | ------ | ---- | ------- | ------- | ------ | ------ | ------ |
| 2012-2013 | New York  | 56     | 13     | 15,4   | 47,9  | 42,1   | 75,9 | 2,12    | 0,48    | 0,29   | 0,21   | 8,68   |
| 2013-2014 | Indiana   | 41     | 0      | 6,5    | 47,0  | 41,8   | 71,4 | 0,78    | 0,44    | 0,07   | 0,17   | 3,73   |
| 2014-2015 | Indiana   | 50     | 12     | 16,6   | 36,1  | 31,1   | 73,3 | 2,22    | 1,02    | 0,22   | 0,22   | 6,18   |
| 2015-2016 | Milwaukee | 24     | 1      | 6,5    | 33,3  | 27,8   | 85,7 | 0,42    | 0,46    | 0,08   | 0,00   | 2,08   |
| Carrière  | Carrière  | 171    | 26     | 12,3   | 42,7  | 36,5   | 75,2 | 1,59    | 0,63    | 0,19   | 0,18   | 5,84   |

#### Playoffs NBA
| Saison   | Équipe   | Matchs | Titul. | Min./m | % Tir | % 3pts | % LF  | Rbds/m. | Pass/m. | Int/m. | Ctr/m. | Pts/m. |
| -------- | -------- | ------ | ------ | ------ | ----- | ------ | ----- | ------- | ------- | ------ | ------ | ------ |
| 2013     | New York | 9      | 1      | 10,3   | 40,0  | 47,8   | 100,0 | 1,00    | 0,11    | 0,56   | 0,00   | 4,11   |
| 2014     | Indiana  | 12     | 0      | 6,8    | 42,9  | 37,5   | 66,7  | 0,42    | 0,08    | 0,25   | 0,25   | 3,00   |
| Carrière | Carrière | 21     | 1      | 8,3    | 41,4  | 43,6   | 72,7  | 0,67    | 0,10    | 0,38   | 0,14   | 3,48   |

## Records NBA
Les records personnels de Chris Copeland, officiellement recensés par la NBA sont les suivants :
| Type de statistique        | Saison régulière | Saison régulière                            | Saison régulière                 | Playoffs | Playoffs                                  | Playoffs                  |
| Type de statistique        | Record           | Adversaire                                  | Date                             | Record   | Adversaire                                | Date                      |
| -------------------------- | ---------------- | ------------------------------------------- | -------------------------------- | -------- | ----------------------------------------- | ------------------------- |
| Points                     | 33               | Hawks d'Atlanta                             | 17 avril 2013                    | 13       | Pacers de l'Indiana                       | 16 mai 2013               |
| Paniers marqués            | 14               | Hawks d'Atlanta                             | 17 avril 2013                    | 4        | Pacers de l'Indiana                       | 16 mai 2013               |
| Paniers tentés             | 29               | Hawks d'Atlanta                             | 17 avril 2013                    | 8        | @ Pacers de l'Indiana                     | 18 mai 2013               |
| Paniers à 3 points réussis | 6                | @ Hawks d'Atlanta                           | 1er novembre 2014                | 3        | Pacers de l'Indiana @ Pacers de l'Indiana | 16 mai 2013 18 mai 2013   |
| Paniers à 3 points tentés  | 11               | @ Magic d'Orlando @ Hawks d'Atlanta         | 16 avril 2014 1er novembre 2014  | 6        | @ Pacers de l'Indiana Hawks d'Atlanta     | 18 mai 2013 28 avril 2014 |
| Lancers francs réussis     | 7                | Celtics de Boston                           | 31 mars 2013                     | 3        | Wizards de Washington                     | 13 mai 2014               |
| Lancers francs tentés      | 9                | Celtics de Boston                           | 31 mars 2013                     | 6        | Wizards de Washington                     | 13 mai 2014               |
| Rebonds offensifs          | 3                | 5 fois                                      |                                  | 1        | 3 fois                                    |                           |
| Rebonds défensifs          | 9                | @ Wizards de Washington                     | 5 novembre 2014                  | 3        | Pacers de l'Indiana                       | 16 mai 2013               |
| Rebonds totaux             | 12               | @ Wizards de Washington                     | 5 novembre 2014                  | 4        | Pacers de l'Indiana                       | 16 mai 2013               |
| Passes décisives           | 4                | 5 fois                                      |                                  | 1        | Pacers de l'Indiana Wizards de Washington | 16 mai 2013 5 mai 2014    |
| Interceptions              | 2                | Rockets de Houston @ Cavaliers de Cleveland | 17 décembre 2012 12 avril 2013   | 2        | Pacers de l'Indiana                       | 16 mai 2013               |
| Contres                    | 2                | 4 fois                                      |                                  | 3        | Hawks d'Atlanta                           | 28 avril 2014             |
| Balles perdues             | 5                | @ Celtics de Boston @ Bulls de Chicago      | 7 novembre 2014 15 novembre 2014 | 3        | @ Hawks d'Atlanta                         | 1er mai 2014              |
| Minutes jouées             | 47               | @ Bobcats de Charlotte                      | 15 avril 2013                    | 20       | Hawks d'Atlanta                           | 28 avril 2014             |

- Double-double : 1 (au terme de la saison 2014/2015).
- Triple-double : aucun.

## Palmarès
En franchise
- Vainqueur de la coupe de Belgique (2012)
- Champion de la Division Atlantique en 2013 avec les Knicks de New York.

Distinctions personnelles
- Rookie du mois d'avril 2013 pour la Conférence Est.
- MVP du championnat de Belgique (2012)
- Belgian League Star of the Coaches (2012)
- Meilleur marqueur du championnat allemand (2010)
- Dutch League All-Star (2008)